# Saison 1975-1976 de l'AS Saint-Étienne
Chronologie
Saison précédente Saison suivante
Cette page présente la saison 1975-1976 de l'AS Saint-Étienne. Le club évolue en Division 1, Coupe de France et Coupe d'Europe des clubs champions

## Résumé de la saison
- Le club termine premier du championnat cette saison. C'est son 9e titre de champion de France
- C'est la grande saison de l'ASSE avec une place en finale de la Ligue des Champions et les fameux poteaux carrés d'Hampden Park de Glasgow.
- Dominique Rocheteau et Hervé Revelli terminent meilleurs buteurs du club avec 14 buts, toutes compétitions confondues.
- Côté joueurs, peu de mouvements. Seuls quelques jeunes ont rejoint l'effectif professionnel comme Jean-Marc Schaer par exemple. On note le départ d'Yves Triantafilos début octobre 1975 pour rejoindre le FC Nantes.

## Équipe professionnelle

### Transferts
Sont considérés comme arrivées, des joueurs n’ayant pas joué avec l’équipe 1 la saison précédente.
| Nom               | Nationalité | Poste             | Transfert | Provenance/Destination | Division      |
| ----------------- | ----------- | ----------------- | --------- | ---------------------- | ------------- |
| Arrivées          |             |                   |           |                        |               |
| Dominique Vésir   |             | Milieu de terrain | -         | -                      | Formé au club |
| Jean-Marc Schaer  |             | Attaquant         | -         | -                      | Formé au club |
| Hugues Boury      |             | Attaquant         | -         | -                      | Formé au club |
| Départs           |             |                   |           |                        |               |
| Jean-Louis Cazes  |             | Défenseur         | Transfert | Bastia                 | Division 1    |
| Yves Triantafilos |             | Attaquant         | Transfert | FC Nantes              | Division 1    |

## Effectif professionnel

### Championnat

#### Matchs allers
| Date       | N o | Adversaire             | Lieu | Résultat | Buteurs pour Saint-Étienne                                    | Points | Classement |
| ---------- | --- | ---------------------- | ---- | -------- | ------------------------------------------------------------- | ------ | ---------- |
| 08/08/1975 | J01 | Stade de Reims         | Dom. | 2 - 1    | Revelli H. 3e, Repellini 66e                                  | 2      | 6          |
| 13/08/1975 | J02 | FC Metz                | Ext. | 1 – 1    | Piazza 34e                                                    | 3      | 6          |
| 22/08/1975 | J03 | RC Lens                | Dom. | 2 - 0    | Triantafilos 59e 81e                                          | 5      | 5          |
| 27/08/1975 | J04 | Bordeaux               | Dom. | 5 - 2    | Repellini 1re, Rocheteau 14e, Revelli H. 45e 79e, Santini 87e | 8      | 2          |
| 03/09/1975 | J05 | Olympique de Marseille | Ext. | 4 - 2    | Rocheteau 10e 29e                                             | 8      | 4          |
| 12/09/1975 | J06 | Paris-Saint-Germain FC | Dom. | 1 – 1    | Piazza 70e                                                    | 9      | 4          |
| 20/09/1975 | J07 | Lille OSC              | Ext. | 0 – 0    | -                                                             | 10     | 3          |
| 26/09/1975 | J08 | OGC Nice               | Dom. | 1 – 1    | Rocheteau 66e                                                 | 11     | 4          |
| 04/10/1975 | J09 | Nîmes Olympique        | Ext. | 2 - 0    | -                                                             | 11     | 6          |
| 17/10/1975 | J10 | FC Nantes              | Dom. | 2 – 2    | Revelli P. 77e 85e (pen.)                                     | 12     | 5          |
| 25/10/1975 | J11 | Olympique lyonnais     | Ext. | 0 –0     | -                                                             | 13     | 7          |
| 31/10/1975 | J12 | US Valenciennes-Anzin  | Dom. | 2 - 0    | Santini 53e, Piazza 84e                                       | 15     | 5          |
| 08/11/1975 | J13 | Troyes AF              | Ext. | 0 - 1    | Jacques 15e (csc)                                             | 17     | 4          |
| 19/11/1975 | J14 | RC Strasbourg          | Dom. | 2 - 1    | Larios 9e 33e                                                 | 19     | 3          |
| 22/11/1975 | J15 | AS Nancy Lorraine      | Ext. | 0 – 0    | -                                                             | 20     | 2          |
| 26/11/1975 | J16 | FC Sochaux             | Dom. | 2 - 0    | Rocheteau 33e 77e                                             | 22     | 3          |
| 30/11/1975 | J17 | AS Monaco FC           | Ext. | 0 - 3    | Bathenay 33e, Synaeghel 73e 82e                               | 25     | 2          |
| 07/12/1975 | J18 | Bastia                 | Dom. | 4 - 2    | Rocheteau 27e 55e, Lacuesta 60e, Larqué 84e (pen.)            | 27     | 2          |
| 13/12/1975 | J19 | Olympique avignonnais  | Ext. | 1 - 3    | Larqué 34e , Revelli H. 49e, Schaer 87e                       | 29     | 2          |

#### Matchs retours
| Date       | N o | Adversaire             | Lieu | Résultat | Buteurs pour Saint-Étienne                                               | Points | Classement |
| ---------- | --- | ---------------------- | ---- | -------- | ------------------------------------------------------------------------ | ------ | ---------- |
| 21/12/1975 | J20 | FC Metz                | Dom. | 1 - 0    | Piazza 87e                                                               | 31     | 2          |
| 17/01/1976 | J21 | RC Lens                | Ext. | 1 – 1    | Schaer 70e                                                               | 32     | 1          |
| 25/01/1976 | J22 | Bordeaux               | Ext. | 1 – 1    | Revelli P. 33e                                                           | 33     | 1          |
| 08/02/1976 | J23 | Olympique de Marseille | Dom. | 1 - 0    | Revelli H. 38e                                                           | 35     | 1          |
| 15/02/1976 | J24 | Paris-Saint-Germain FC | Ext. | 2 - 1    | Rocheteau 82e                                                            | 35     | 1          |
| 22/02/1976 | J25 | Lille OSC              | Dom. | 3 - 1    | Rocheteau 70e 72e, Synaeghel 87e                                         | 37     | 1          |
| 11/03/1976 | J26 | OGC Nice               | Ext. | 1 – 1    | Bathenay 47e                                                             | 38     | 1          |
| 04/05/1976 | J26 | Nîmes Olympique        | Dom. | 5 - 2    | Larqué 3e 25e, Sarramagna 14e (pen.), Revelli H. 54e, Boissier 70e (csc) | 46     | 1          |
| 20/03/1976 | J28 | FC Nantes              | Ext. | 3 - 0    | -                                                                        | 38     | 1          |
| 01/06/1976 | J29 | Olympique lyonnais     | Dom. | 1 – 1    | Sarramagna 77e (pen.)                                                    | 50     | 2          |
| 28/05/1976 | J30 | US Valenciennes-Anzin  | Ext. | 1 – 1    | Santini 85e                                                              | 49     | 2          |
| 07/04/1976 | J31 | Troyes AF              | Dom. | 3 - 0    | Sarramagna 18e 82e (pen.), Larqué 86e                                    | 41     | 1          |
| 30/04/1976 | J32 | RC Strasbourg          | Ext. | 0 - 2    | Revelli H. 73e, Lopez 77e                                                | 43     | 1          |
| 08/06/1976 | J33 | AS Nancy Lorraine      | Dom. | 3 - 0    | Revelli H. 40e 70e, Santini 84e                                          | 54     | 1          |
| 16/05/1976 | J34 | FC Sochaux             | Ext. | 1 – 1    | Revelli P. 32e                                                           | 47     | 1          |
| 25/05/1976 | J35 | AS Monaco FC           | Dom. | 2 – 2    | Revelli H. 45e, Janvion 80e                                              | 48     | 1          |
| 04/06/1976 | J36 | Bastia                 | Ext. | 2 – 2    | Burkhardt 23e (csc) Bathenay 88e                                         | 51     | 1          |
| 16/06/1976 | J37 | Olympique avignonnais  | Dom. | 4 - 0    | Bathenay 39e, Revelli P. 42e , Schaer 56e, Revelli H. 88e                | 57     | 1          |
| 19/06/1976 | J38 | Stade de Reims         | Ext. | 3 - 2    | Vesir 9e, Revelli H. 34e                                                 | 57     | 1          |

#### Classement final
En cas d'égalité entre deux clubs, le premier critère de départage est la différence de buts.
| Rang | Équipe                   | Pts | J  | G  | N  | P  | Bp | Bc | Diff | Bon |
| ---- | ------------------------ | --- | -- | -- | -- | -- | -- | -- | ---- | --- |
| 1    | AS Saint-Étienne T       | 57  | 38 | 18 | 15 | 5  | 68 | 39 | +29  | 6   |
| 2    | OGC Nice                 | 54  | 38 | 17 | 13 | 8  | 67 | 40 | +27  | 7   |
| 3    | FC Sochaux               | 52  | 38 | 16 | 14 | 8  | 59 | 50 | +9   | 6   |
| 4    | FC Nantes                | 50  | 38 | 15 | 14 | 9  | 67 | 44 | +23  | 6   |
| 5    | Stade de Reims           | 47  | 38 | 17 | 8  | 13 | 68 | 49 | +19  | 5   |
| 6    | FC Metz                  | 47  | 38 | 18 | 4  | 16 | 72 | 62 | +10  | 7   |
| 7    | AS Nancy Lorraine P      | 45  | 38 | 14 | 10 | 14 | 67 | 59 | +8   | 7   |
| 8    | SEC Bastia               | 45  | 38 | 14 | 13 | 11 | 59 | 53 | +6   | 4   |
| 9    | Olympique de Marseille C | 42  | 38 | 20 | 1  | 17 | 60 | 60 | 0    | 1   |
| 10   | FC Girondins de Bordeaux | 40  | 38 | 15 | 9  | 14 | 59 | 59 | 0    | 1   |
| 11   | Nîmes Olympique          | 40  | 38 | 14 | 9  | 15 | 50 | 53 | -3   | 3   |
| 12   | US Valenciennes-Anzin P  | 40  | 38 | 13 | 10 | 15 | 44 | 54 | -10  | 4   |
| 13   | Lille OSC                | 40  | 38 | 14 | 8  | 16 | 59 | 73 | -14  | 4   |
| 14   | Paris-Saint-Germain FC   | 39  | 38 | 13 | 11 | 14 | 63 | 60 | +3   | 2   |
| 15   | RC Lens                  | 38  | 38 | 10 | 16 | 12 | 58 | 66 | -8   | 2   |
| 16   | Olympique lyonnais       | 37  | 38 | 13 | 7  | 18 | 55 | 61 | -6   | 4   |
| 17   | Troyes AF                | 37  | 38 | 9  | 16 | 13 | 48 | 54 | -6   | 3   |
| 18   | AS Monaco FC             | 35  | 38 | 12 | 9  | 17 | 53 | 73 | -20  | 2   |
| 19   | RC Strasbourg            | 32  | 38 | 9  | 11 | 18 | 39 | 56 | -17  | 3   |
| 20   | Olympique avignonnais P  | 20  | 38 | 7  | 6  | 25 | 30 | 80 | -50  | 0   |

Victoire à 2 points, 1 point de bonus pour tout match gagné par 3 buts ou plus d'écart.
Qualifications européennes
Coupe des clubs champions européens
- 1er : 1er tour (1/16 de finale)

Coupe d'Europe des vainqueurs de coupe
- Vainqueur de la Coupe de France : 1er tour (1/16 de finale)

Coupe UEFA
- 2e et 3e : 1er tour (1/32 de finale)

Relégation
- 18e, 19e et 20e : relégation en Division 2

Abréviations
T : Tenant du titre

C : Vainqueur de la Coupe de France 1975-76

P : Promus de Division 2
- Les vainqueurs des deux groupes de D2, l'Angers SCO et le Stade rennais FC, obtiennent la montée directe en D1. Les deux deuxièmes des groupes se disputent la montée, et c'est le Stade lavallois qui remporte ce barrage face au Red Star FC, et prend la troisième place d'accès à la D1.

### Coupe de France

#### Tableau récapitulatif des matchs
| Date       | N o              | Adversaire | Lieu                        | Résultat | Buteurs pour Saint-Étienne | Suite    |
| ---------- | ---------------- | ---------- | --------------------------- | -------- | -------------------------- | -------- |
| 01/02/1976 | 32èmes de finale | Troyes AF  | Stade Robert-Diochon, Rouen | 2 - 0    | -                          | Éliminés |

### Coupe d'Europe des clubs champions

#### Tableau récapitulatif des matchs
| Date       | N o                     | Adversaire      | Lieu                                  | Résultat | Buteurs pour Saint-Étienne                  | Suite                               |
| ---------- | ----------------------- | --------------- | ------------------------------------- | -------- | ------------------------------------------- | ----------------------------------- |
| 17/09/1975 | 16èmes de finale aller  | KB Copenhague   | Frederiksberg Idraetspark, Copenhague | 0 - 2    | Revelli P. 52e, Larqué 71e                  | -                                   |
| 01/10/1975 | 16èmes de finale retour | KB Copenhague   | Stade Geoffroy-Guichard,Saint-Étienne | 3 - 1    | Rocheteau 7e, Revelli P. 32e, Larqué 85e    | Qualifiés pour les 8èmes            |
| 22/10/1975 | 8èmes de finale aller   | Glasgow Rangers | Stade Geoffroy-Guichard,Saint-Étienne | 2 - 0    | Revelli P. 28e, Bathenay 89e                | -                                   |
| 06/11/1975 | 8èmes de finale retour  | Glasgow Rangers | Hampden Park,Glasgow                  | 1 - 2    | Rocheteau 63e, Revelli H. 72e               | Qualifiés pour les quarts de finale |
| 03/03/1976 | Quart de finale ller    | Dynamo Kiev     | Stade de Simféropol, Simféropol       | 2 - 0    | -                                           | -                                   |
| 17/03/1976 | Quart de finale retour  | Dynamo Kiev     | Stade Geoffroy-Guichard,Saint-Étienne | 3 - 0 ap | Revelli H. 64e , Larqué 71e, Rocheteau 113e | Qualifiés pour les demi-finales     |
| 31/03/1976 | Demi-finale aller       | PSV Eindhoven   | Stade Geoffroy-Guichard,Saint-Étienne | 1 - 0    | Larqué 15e                                  | -                                   |
| 14/04/1976 | Demi-finale retour      | PSV Eindhoven   | Philips Stadion,Eindhoven             | 0 – 0    | -                                           | Qualifiés pour la finale            |
| 12/05/1976 | Finale                  | Bayern Munich   | Hampden Park,Glasgow                  | 1 - 0    | -                                           | -                                   |

### Statistiques

#### Équipe-type
| \| Ćurković Farison Janvion (Repellini) Piazza Lopez Santini Larqué Bathenay (Synaeghel) P.Revelli (Schaer) H.Revelli Rocheteau (Sarramagna) \| Équipe-type de la saison 1975-1976 |
| Ćurković Farison Janvion (Repellini) Piazza Lopez Santini Larqué Bathenay (Synaeghel) P.Revelli (Schaer) H.Revelli Rocheteau (Sarramagna)                                          |

#### Buteurs
| Place | Nom                  | Division 1 | Coupe de France | Coupe des clubs Champions | TOTAL des BUTS |
| 1     | Dominique Rocheteau  | 11 buts    | -               | 3 buts                    | 14 buts        |
| 1     | Hervé Revelli        | 12 buts    | -               | 2 buts                    | 14 buts        |
| 3     | Jean-Michel Larqué   | 5 buts     | -               | 4 buts                    | 9 buts         |
| 4     | Patrick Revelli      | 5 buts     | -               | 3 buts                    | 8 buts         |
| 5     | Dominique Bathenay   | 4 buts     | -               | 1 but                     | 5 buts         |
| 6     | Jacques Santini      | 4 buts     | -               | -                         | 4 buts         |
| 6     | Oswaldo Piazza       | 4 buts     | -               | -                         | 4 buts         |
| 6     | Christian Sarramagna | 4 buts     | -               | -                         | 4 buts         |
| 9     | Christian Synaeghel  | 3 buts     | -               | -                         | 3 buts         |
| 9     | Jean-Marc Schaer     | 3 buts     | -               | -                         | 3 buts         |
| 11    | Yves Triantafilos    | 2 buts     | -               | -                         | 2 buts         |
| 11    | Pierre Repellini     | 2 buts     | -               | -                         | 2 buts         |
| 11    | Jean-François Larios | 2 buts     | -               | -                         | 2 buts         |
| 14    | Gérard Janvion       | 1 but      | -               | -                         | 1 but          |
| 14    | Christian Lopez      | 1 but      | -               | -                         | 1 but          |
| 14    | Félix Lacuesta       | 1 but      | -               | -                         | 1 but          |
| 14    | Dominique Vesir      | 1 but      | -               | -                         | 1 but          |
| #     | contre son camp      | 3 buts     | -               | -                         | 3 buts         |
| Total | 17 buteurs           | 68 buts    | -               | 13 buts                   | 81 buts        |

Date de mise à jour : le 15 mai 2015.

#### Affluences
491 226 spectateurs ont assisté à une rencontre au stade cette saison, soit une moyenne de 21 357 par match.
23 rencontres ont eu lieu à Geoffroy-Guichard durant la saison.
Affluence de l'AS Saint-Étienne à domicile

### Équipe de France
8  stéphanois auront les honneurs de l’Équipe de France cette saison : Jean-Michel Larqué et Dominique Rocheteau avec 3 sélections , Gérard Janvion (2 sélections) , Gérard Farison, Dominique Bathenay , Christian Sarramagna, Patrick Revelli  et Christian Synaeghel  (1 sélection)
| Joueurs              | Position          | Date       | Lieu     | Adversaire | Type rencontre                     | Score | Temps de jeu | Buts | Cartons |
| Gérard Janvion       | Défenseur         | 12.10.1975 | Leipzig  | R.D.A.     | Éliminatoires Championnat d'Europe | 2 - 1 | 90           | -    |         |
| Gérard Janvion       | Défenseur         | 22.05.1976 | Budapest | Hongrie    | Amical                             | 1 - 0 | 90           | -    |         |
| Gérard Farison       | Défenseur         | 24.04.1976 | Lens     | Pologne    | Amical                             | 2 - 0 | 90           | -    |         |
| Dominique Bathenay   | Milieu de terrain | 12.10.1975 | Leipzig  | R.D.A.     | Éliminatoires Championnat d'Europe | 2 - 1 | 90           | 50e  |         |
| Jean-Michel Larqué   | Milieu de terrain | 15.11.1975 | Paris    | Belgique   | Éliminatoires Championnat d'Europe | 0 – 0 | 21           | -    | 67e     |
| Jean-Michel Larqué   | Milieu de terrain | 24.04.1976 | Lens     | Pologne    | Amical                             | 2 - 0 | 90           | -    |         |
| Jean-Michel Larqué   | Milieu de terrain | 22.05.1976 | Budapest | Hongrie    | Amical                             | 1 - 0 | 90           | -    |         |
| Christian Synaeghel  | Milieu de terrain | 24.04.1976 | Lens     | Pologne    | Amical                             | 2 - 0 | 90           | -    |         |
| Patrick Revelli      | Attaquant         | 24.04.1976 | Lens     | Pologne    | Amical                             | 2 - 0 | 90           | 63e  |         |
| Christian Sarramagna | Attaquant         | 22.05.1976 | Budapest | Hongrie    | Amical                             | 1 - 0 | 90           | -    |         |
| Dominique Rocheteau  | Attaquant         | 03.09.1975 | Nantes   | Islande    | Éliminatoires Championnat d'Europe | 3 - 0 | 90           | -    |         |
| Dominique Rocheteau  | Attaquant         | 12.10.1975 | Leipzig  | R.D.A.     | Éliminatoires Championnat d'Europe | 2 - 1 | 90           | -    |         |
| Dominique Rocheteau  | Attaquant         | 15.11.1975 | Paris    | Belgique   | Éliminatoires Championnat d'Europe | 0 – 0 | 90           | -    |         |

4  stéphanois a eu les honneurs de l’Équipe de France Espoirs cette saison :  Dominique Bathenay , Gérard Janvion  et Christian Lopez (3 sélections), Christian Sarramagna (2 sélections),
| Joueurs              | Position  | Date       | Lieu        | Adversaire | Type rencontre | Score | Temps de jeu | Buts |
| Gérard Janvion       | Défenseur | 15.11.1975 | La Louvière | Belgique   | Amical         | 2 - 3 | 90           | -    |
| Gérard Janvion       | Défenseur | 20.04.1976 | Paris       | URSS       | Amical         | 2 - 1 | 90           | -    |
| Gérard Janvion       | Défenseur | 25.04.1976 | Moscou      | URSS       | Amical         | 2- 1  | 120          | -    |
| Christian Lopez      | Défenseur | 15.11.1975 | La Louvière | Belgique   | Amical         | 2 - 3 | 90           | -    |
| Christian Lopez      | Défenseur | 20.04.1976 | Paris       | URSS       | Amical         | 2 - 1 | 90           | -    |
| Christian Lopez      | Défenseur | 25.04.1976 | Moscou      | URSS       | Amical         | 2- 1  | 120          | -    |
| Dominique Bathenay   | Milieu    | 03.09.1975 | Ploesti     | Roumanie   | Amical         | 1 – 1 | 90           | -    |
| Dominique Bathenay   | Milieu    | 15.11.1975 | La Louvière | Belgique   | Amical         | 2 - 3 | 90           | 24e  |
| Dominique Bathenay   | Milieu    | 20.04.1976 | Paris       | URSS       | Amical         | 2 - 1 | 33           | -    |
| Christian Sarramagna | Attaquant | 20.04.1976 | Paris       | URSS       | Amical         | 2 - 1 | 90           | -    |
| Christian Sarramagna | Attaquant | 25.04.1976 | Moscou      | URSS       | Amical         | 2- 1  | 120          | -    |